# Anthony Kaldellis
Anthony Kaldellis (griechisch Αντώνιος Εμμ. Καλδέλλης, * 29. November 1971 in Athen) ist ein griechischer Byzantinist.

## Leben
Er erwarb den B.A. in Philosophie und B.A. in Geschichte an der University of Michigan (1994) und den Ph.D. in Geschichte an der University of Michigan (2001). Er war von 2001 bis 2006 Assistant Professor, von 2006 bis 2007 Associate Professor und von 2007 bis 2022 Professor am Department of Classics an der Ohio State University. Seit 2022 ist er Professor am Department of Classics an der University of Chicago.
Forschungsschwerpunkte sind unter anderem die Chronographia des Michael Psellos und die Ethnizität im Byzantinischen Reich.

## Schriften
- The argument of Psellos’ Chronographia (= Studien und Texte zur Geistesgeschichte des Mittelalters. Band 68). Brill, Leiden/Boston/Köln 1999, ISBN 90-04-11494-7 (eingeschränkte Vorschau in der Google-Buchsuche).
- Λέσβος και ανατολική Μεσόγειος κατά τη ρωμαϊκή και π ρώιμη βυζαντινή περίοδο (100π.Χ – 600μ.Χ.). Μελέτη των κοινωνικών, πολιτικών και θρησκευτικών δομών [Lesbos und das östliche Mittelmeer während der römischen und frühbyzantinischen Zeit (100 v. Chr. – 600 n. Chr.). Eine Untersuchung der sozialen, politischen und religiösen Strukturen]. Herodotos, Thessaloniki 2002, ISBN 960-6887-36-7.
- Procopius of Caesarea. Tyranny, History, and Philosophy at the End of Antiquity. University of Pennsylvania Press, Philadelphia 2004, ISBN 0-8122-3787-0.
- Hellenism in Byzantium. The Transformations of Greek Identity and the Reception of the Classical Tradition. Cambridge University Press, Cambridge 2007, ISBN 978-0-521-87688-9.
- The Christian Parthenon. Classicism and Pilgrimage in Byzantine Athens. Cambridge University Press, Cambridge 2009, ISBN 978-0-521-88228-6 (neugriechische Übersetzung 2013).
- mit Stephanos Efthymiadis: The prosopography of Byzantine Lesbos, 284–1355 A.D. (= Veröffentlichungen zur Byzanzforschung. Band 22). Verlag der Österreichischen Akademie der Wissenschaften, Wien 2010, ISBN 978-3-7001-4005-4.
- Le discours ethnographique à Byzance. Continuité et rupture (= Séminaires byzantines. Band 2). Les Belles Lettres, Paris 2013, ISBN 978-2-251-44454-3.
  - erweiterte englische Ausgabe: Ethnography after antiquity. Foreign lands and peoples in Byzantine literature. University of Pennsylvania Press, Philadelphia 2013, ISBN 978-0-8122-4531-8 (eingeschränkte Vorschau in der Google-Buchsuche).
- mit Ilias Anagnostakis: Ιουστινιανός. Πίσω από τον αυτοκράτορα. Kathimerini, Athen 2014, ISBN 978-960-585-004-3.
- A New Herodotos. Laonikos Chalkokondyles on the Ottoman Empire, the Fall of Byzantium, and the Emergence of the West (Supplements to the Dumbarton Oaks medieval library). Dumbarton Oaks Research Library and Collection, Washington 2014, ISBN 978-0-88402-401-9.
- The Byzantine Republic. People and Power in New Rome. Harvard University Press, Cambridge (MA) 2015, ISBN 978-0-674-36540-7 (russische Übersetzung 2016; neugriechische Übersetzung 2021).
- A cabinet of Byzantine curiosities. Strange tales and surprising facts from history’s most orthodox empire. Oxford University Press, New York 2017, ISBN 978-0-19-062594-8 (eingeschränkte Vorschau in der Google-Buchsuche; russische Übersetzung 2021; rumänische Übersetzung 2021).
- Streams of gold, rivers of blood. The rise and fall of Byzantium, 955 A.D. to the First Crusade. Oxford University Press, New York 2017, ISBN 978-0-19-025322-6 (eingeschränkte Vorschau in der Google-Buchsuche).
- Romanland. Ethnicity and Empire in Byzantium. Harvard University Press, Cambridge (MA) 2019, ISBN 978-0-674-98651-0 (eingeschränkte Vorschau in der Google-Buchsuche; türkische Übersetzung 2020).
- Byzantium Unbound. Arc Humanities Press, Leeds 2019, ISBN 978-1-64189-199-8.
- mit Marion Kruse: The Field Armies of the East Roman Empire, 361–630. Cambridge University Press, Cambridge 2023, ISBN 978-1-00-929694-6.
- The New Roman Empire. A History of Byzantium. Oxford University Press, Oxford 2023, ISBN 978-0-19-754932-2 (eingeschränkte Vorschau in der Google-Buchsuche).
- The case for East Roman Studies. Arc Humanities Press, Leeds 2024, ISBN 978-1-80270-182-1.